# Pheidole piceonigra
Pheidole piceonigra är en myrart som beskrevs av Carlo Emery 1922. Pheidole piceonigra ingår i släktet Pheidole och familjen myror. Inga underarter finns listade i Catalogue of Life.

## Bildgalleri

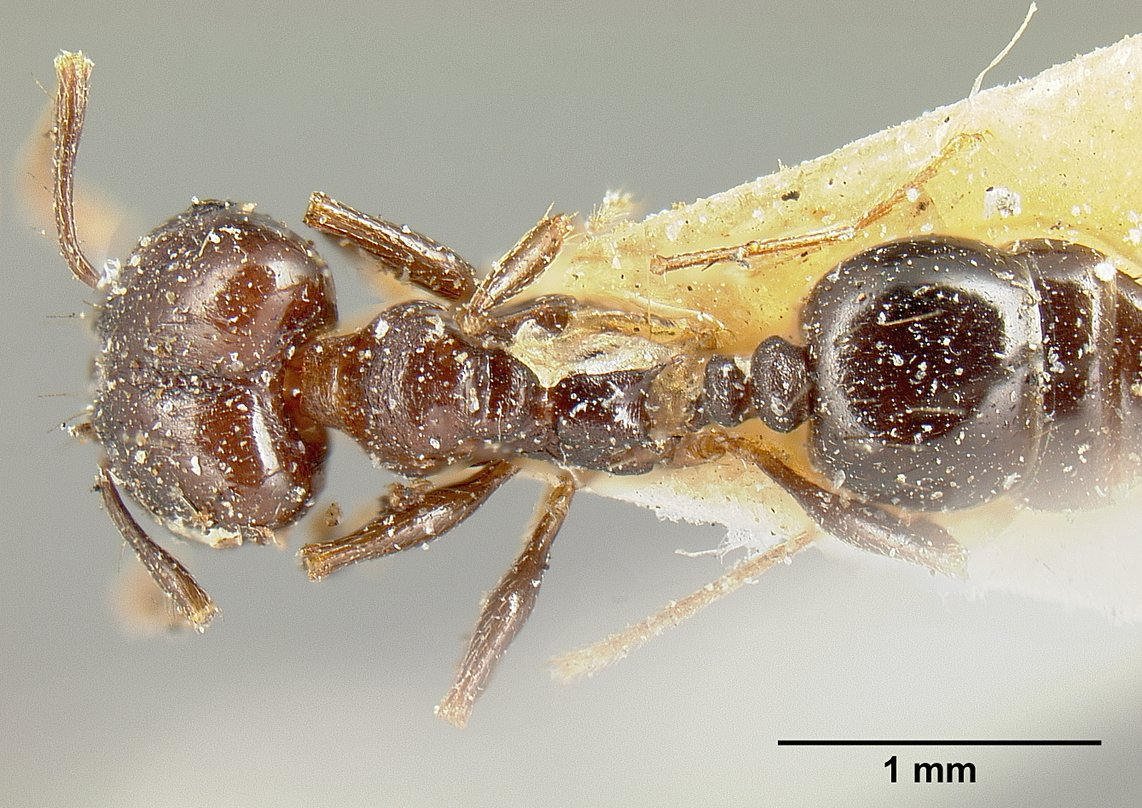
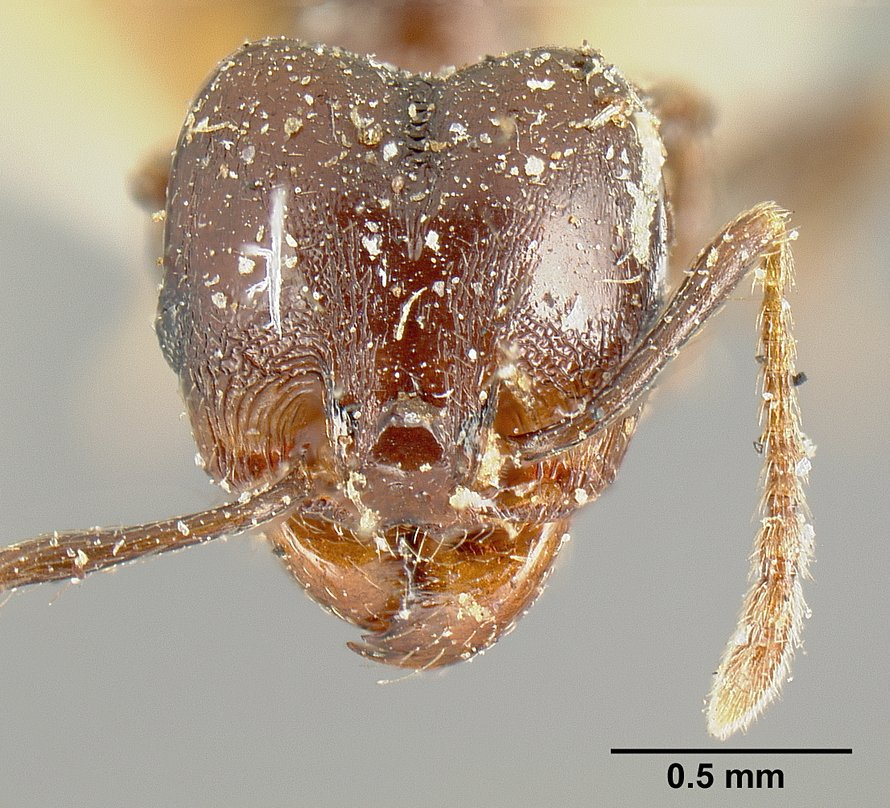
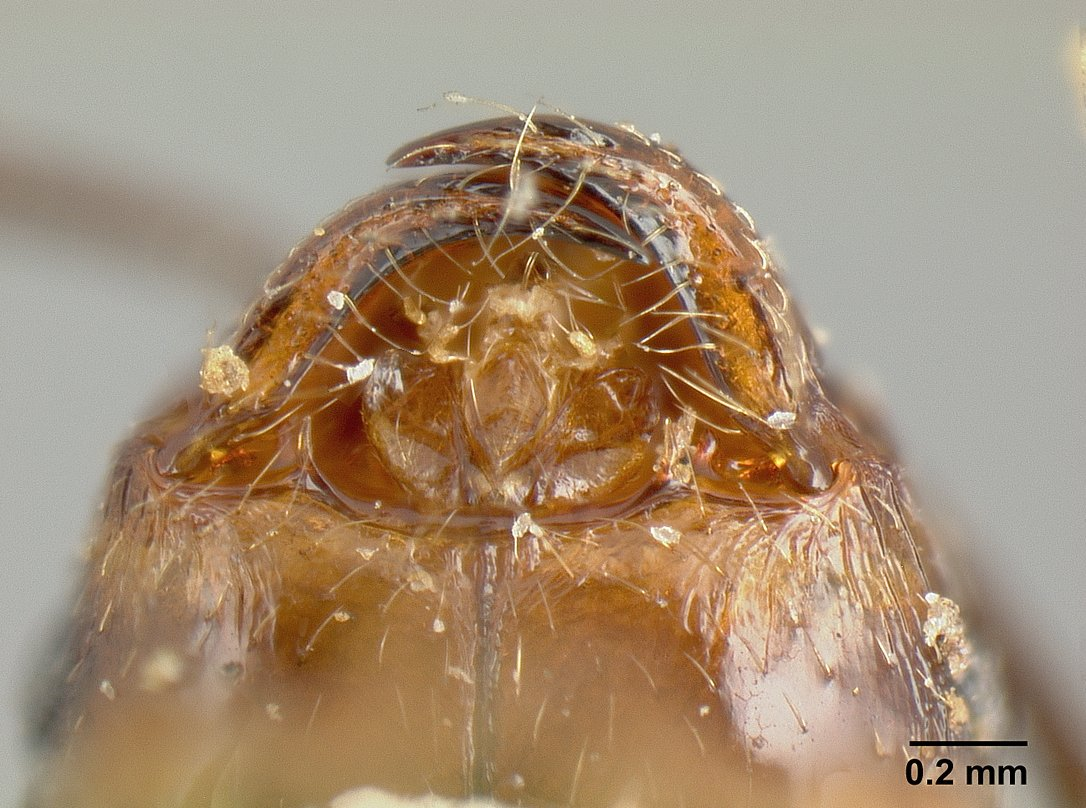
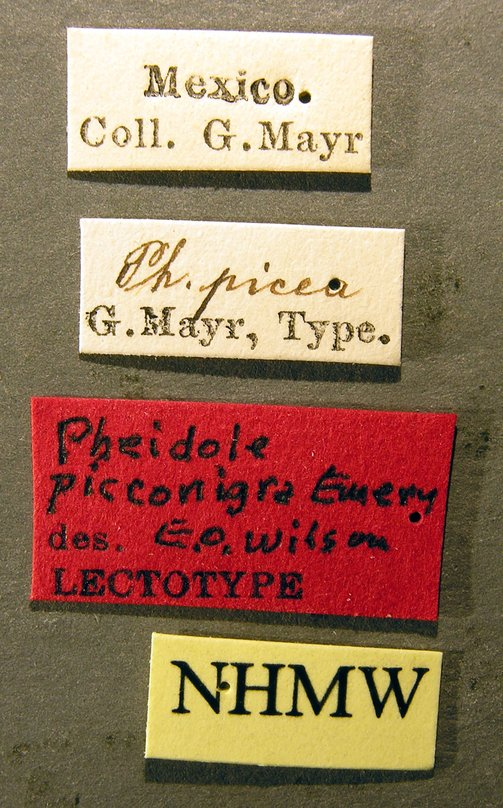
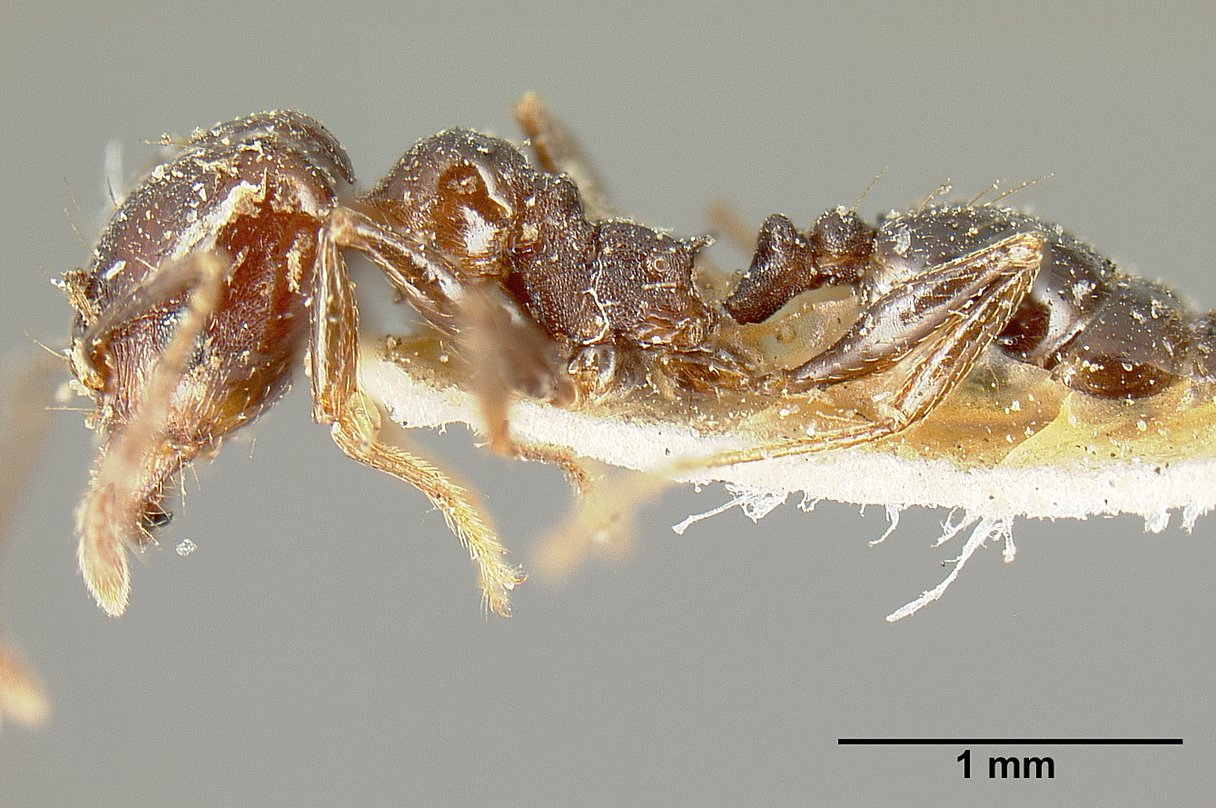
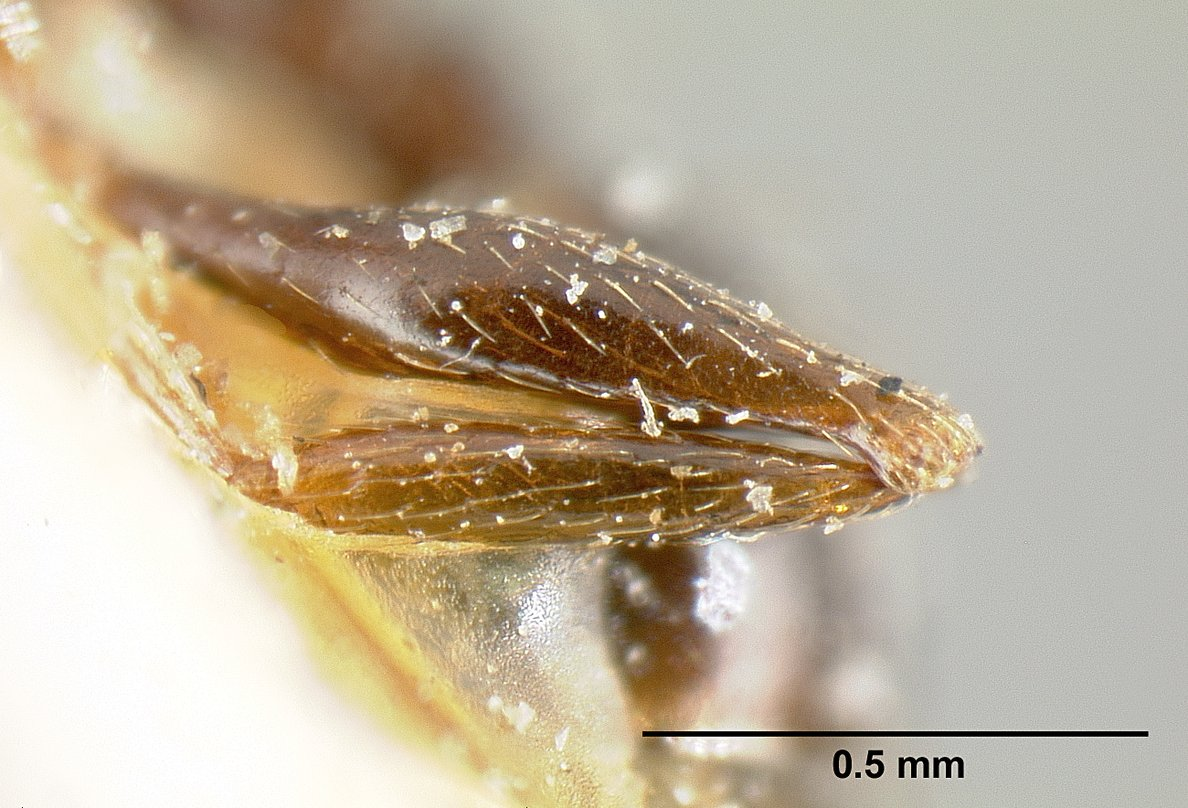